# لبغيلات (أولاد عميرة)
لبغيلات هو دُوَّار يقع بجماعة ولاد رحمون، إقليم الجديدة، جهة الدار البيضاء سطات في المملكة المغربية. ينتمي الدوّار لمشيخة أولاد عميرة التي تضم 11 دوار. يقدر عدد سكانه بـ 392 نسمة حسب الإحصاء الرسمي للسكان والسكنى لسنة 2004.

## روابط خارجية
- البوابة الوطنية للجماعات الترابية نسخة محفوظة 12 مارس 2018 على موقع واي باك مشين.
- المندوبية السامية للتخطيط